# 胡米利亚足球俱乐部
胡米利亚足球俱乐部是一支来自于西班牙法定葡萄酒产区穆尔西亚自治区胡米利亚市的足球队，成立于1975年，常年征战西班牙第四级别联赛西丙。

## 历史
2011胡米利亚队经历了一次重组。球队于2015/16赛季升入西乙B并保级成功。如今，这家俱乐部迎来了新时代，将从2016/17赛季起同徐根宝的洛尔卡上演两场上海德比。
2016年6月中国西甲解说组合西甲欢乐多成员唐晖与搭档李翔和阿根廷合伙人Ruben Iglesias一起完成了对胡米利亚俱乐部的收购，并任命前奥维耶多主帅Pichi Lucas出任2016/17赛季主教练。
2019年降入西丙。同年8月俱乐部被解散。

## 管理层和球员

### 管理层
- 俱乐部主席：Ruben Iglesias
- 副主席：李翔
- 董事：唐晖
- 体育总监：Benito Abellan

### 球员
2016/17一线队大名单
- 门将：Javier Seral、Jero
- 后卫：Julián、Sergio Albiol、Juanje、Luis Verdú、Ángel Robles、Jonathan Neftali
- 中场：Carlos Terol、Borja、Julio De Dios、Manolo、Chirri、Bello、Ivan 、Remi Dujardin
- 前锋：Pablo Morgado、Jorge Perona 、Titi、Gabriel Silva、Ismael